# Circonscription de Gelilla
La circonscription de Gelilla est une des 177 circonscriptions législatives de l'État fédéré Oromia, elle se situe dans la Zone Est Welega. Son représentant actuel est Germa Amente Nono.